# Inmigración estadounidense en Ecuador
La inmigración estadounidense en Ecuador corresponde a poco más de 26 mil personas, según datos de 2019.

## Características
El 71,93% de los estadounidenses viven en Pichincha (28,58% del total), Azuay (21,79%) y Guayas (21,56%). También existen pequeñas comunidades de migrantes en Cañar (5,24%), Manabí (4,34%) y Tungurahua (2,99%). 
El 51,12% de los estadounidenses en Ecuador son hombres y el 48,88% mujeres. El 75% de los migrantes tienen menos de 25 años, siendo su edad promedio de 19,5 años. De entre los estadounidenses mayores de 15 años, solo el 0,28% son analfabetos, mientras que el 34,88% poseen estudios superiores sea a nivel de pregrado o posgrado. Además, el 37,07% de los migrantes se dedican a actividades intelectuales o científicas, y el 14,39% son directores o gerentes.

## Inmigración por jubilación
Debido a su bajo costo de vida y a su clima benigno, Cuenca y otras ciudades andinas se han convertido en uno de los destinos preferidos de los jubilados estadounidenses. Según entes oficiales y organismos privados, entre 4 mil y 5 mil estadounidenses residían en Cuenca en 2012.

## Educación
Escuelas americanas en Ecuador:
- Colegio Americano de Quito
- Academia Interamericana de Guayaquil